# 帝国大学農科大学

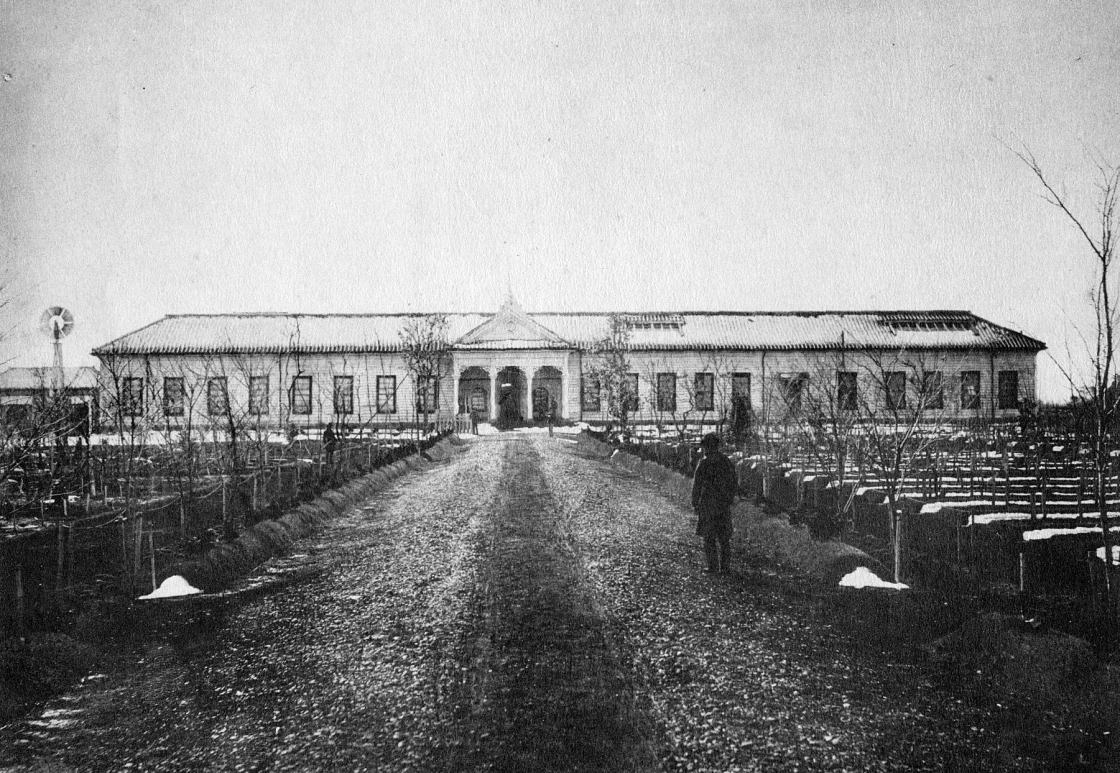
農科大学講堂

帝国大学農科大学（ていこくだいがくのうかだいがく）とは、東京帝国大学の前身校である帝国大学に設置された農学の分科大学。

## 概要

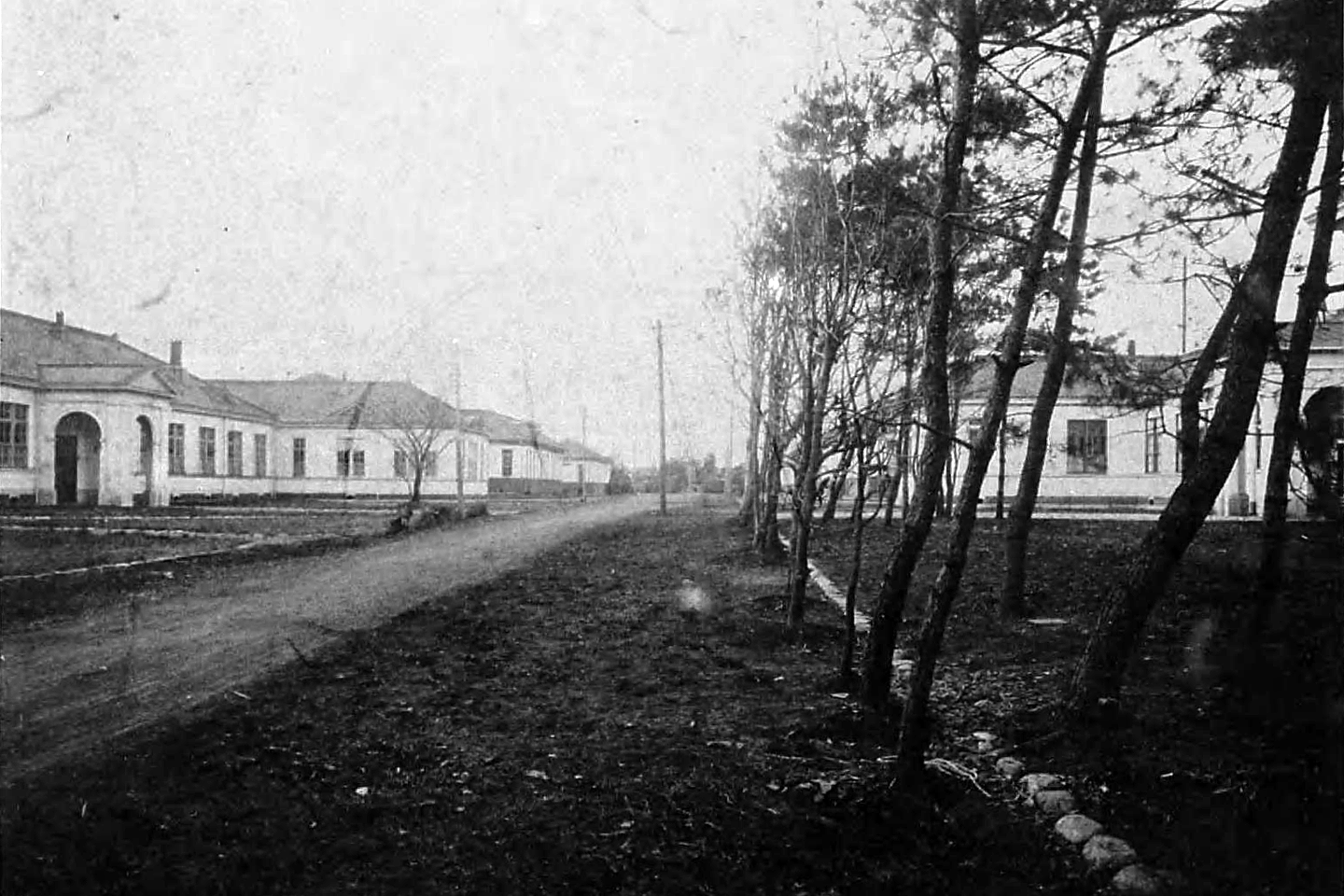
農科大学（左が動物学及水産学教室、右が植物学教室）

前身は、1886年（明治19年）に設立された農商務省東京農林学校であったが、1890年、閣議に農商務大臣、文部大臣連名で農科大学設置の請議文が出される。農商務省にとっては財政の面で高等教育機関を移管すべき時期になりつつあったほか、農林学校側にとっても帝国大学への移管は特に異存はなかった。
一方、帝国大学側自体は一時この合併に猛反発し、帝国大学評議会の評議官が全員の辞表を提出するという事態になった。大学評議会への諮問がなかったことや、東京農林学校の学科水準が帝国大学の分科大学の程度にないという判断がなされ、さらに農林学校予科が、高等中学校の課程より劣っていたため本科生の能力が分科大学生より低水準で、欧米先進国の大学でも農学の学科はという理由などもろもろの判断があった。結局大臣が収拾に乗り出して、1890年に農林学校は文部省へ移管されて帝国大学農科大学となる。農科大学設置が帝国大学の評議会での決定は遅れ、帝国大学令改正・農科大学設置の勅令公布後となった。
事態は大臣が収拾し落ち着くが、農林学校、農商務省、文部省の3者にとっては互いに望むところとなっていて、この移管案は閣議を無事通過して、農科大学設置の勅令が公布される運びとなる。
帝国大学農科大学発足当時の学科は、東京農林学校のそれをそのまま引き継ぐ形で農学、林学、獣医学の3学科が置かれ、また、実務者育成を目的として設置していた乙科を帝国大学移管の際に「帝国大学実科」として存続させた。さらに付属の「農業教員養成所」、さらに付属の中学校（旧制）を設置した。その後帝国大学実科は、農科大学の東京帝国大学農学部への改組および本郷への移転に伴い、東京高等農林学校という高等農林学校に、さらに農業教員養成所は、東京農業教育専門学校という単独の農学系教員養成の専門学校としてそれぞれ独立していく。

## 関係人物

### 教授歴任者
- 松井直吉 - 帝国大学農科大学学長を歴任
- 松野礀 - 一時期教授職を歴任
- 石川千代松 - 1890年（明治23年）から教授
- 松崎蔵之助 - 1892年（明治25年）から農科大学で教鞭
- 志賀泰山 - 1893年（明治26年）、農科大学教授
- 横井時敬 - 1894年（明治27年）、農科大学教授
- 三宅驥一 - 1906年（明治39年）から農科大学で教鞭

### 卒業生
- 本多静六 - 1890年（明治23年）卒業
- 池野成一郎 - 1890年（明治23年）卒業。翌年に帝国大学農科大学助教授に就任
- 謝花昇 - 1891年（明治24年）卒業（沖縄からの県費留学生）
- 原煕 - 1892年（明治25年）卒業。後母校で教鞭
- 神村吉郎 - 1892年（明治25年）卒業。 琉球砂糖創業者、具志川村議会議員、沖縄県議会議員、衆議院議員。
- 鈴木梅太郎 - 1893年（明治26年）、大学予科を総代で卒業
- 大工原銀太郎 - 1894年（明治27年）、農芸化学科卒業
- 上野英三郎 - 1895年（明治28年）、農学科卒業し、大学院へ。母校で教鞭
- 安藤広太郎 - 1895年（明治28年）農学科卒業
- 山崎延吉 - 1897年（明治30年）、農芸化学科卒業
- 松井庄五郎 - 1902年（明治35年）農学科卒業
- 折下吉延 - 1908年（明治41年）、農学科卒業。後母校で教鞭
- 田中長三郎 - 1910年（明治43年）農学科卒業
- 大屋霊城 - 1915年（大正4年）、農学科卒業
- 角替利策 - 1915年（大正4年）、農芸化学科卒業
- 狩野力 - 1916年（大正5年）、農学科卒業
- 太田謙吉 - 1917年（大正6年）、農学科卒業
- 野間守人 - 1917年（大正6年）、農学科卒業
- 永見健一 - 1919年（大正8年）、林学科卒業。大正10年大学院入学